# Dolomites 1915
Pour plus de détails, voir Fiche technique et Distribution.
Dolomites 1915 (Der stille Berg) est un film americano-italo-autrichien réalisé par Ernst Gossner (de), sorti en 2014.

## Synopsis
En 1915, un jeune homme, Andreas Gruber, se trouve au mariage de sa sœur dans un hôtel situé dans les Dolomites. Celle-ci épouse un italien et, lors des festivités, Andreas aperçoit une jeune et jolie italienne, Francesca Calzolari. Pendant la photo regroupant les deux familles, la noce apprend que le royaume d'Italie entre en guerre, au côté de la Triple-Entente, contre l'Autriche-Hongrie. Alors que les Italiens tentent de regagner la vallée, Andreas commence une idylle avec Francesca et la cache aux yeux de tous, avant de rejoindre l'armée autrichienne. Les armées se mobilisent et, un mois et demi plus tard, chaque camp se retrouve ainsi à se battre l'un contre l'autre dans les montagnes des Dolomites.

## Fiche technique
Sauf indication contraire, les informations mentionnées dans cette section peuvent être confirmées par les bases de données cinématographiques IMDb et Allociné,  présentes dans la section « Liens externes ».
- Titre français : Dolomites 1915
- Titre original allemand : Der stille Berg
- Titre italien : La montagna silenziosa
- Titre anglais : The Silent Mountain
- Réalisateur : Ernst Gossner (de)
- Scénario : Clemens Aufderklamm (de)
- Musique : Gregor Narholz
- Décors : Tommy Vögel
- Costumes : Brigitta Fink (Brigitte Fink, au générique)
- Photographie : Daniela Knapp (de)
- Montage : Florian Miosge (de), Janine Dauterich, Evi Romen
- Production : Heinz Stussak, Ernst Gossner
- Sociétés de production : Sigma Films (en), Vent Productions, Bilgeri Film Productions, Albolina Film
- Pays d'origine : 
  -  Autriche
  -  Italie
  -  États-Unis
- Langues originales : allemand, italien, anglais
- Genre : Romance, Guerre
- Durée : 94 minutes et 100 minutes (en Autriche)
- Date de sortie : 
  - Autriche : 14 mars 2014
  - États-Unis : 19 août 2014
  - France : 15 septembre 2020 (DVD)

## Distribution
Sauf indication contraire, les informations mentionnées dans cette section peuvent être confirmées par les bases de données cinématographiques IMDb et Allociné,  présentes dans la section « Liens externes ».
- William Moseley : Andreas Gruber
- Eugenia Costantini : Francesca Calzolari
- Claudia Cardinale : Nuria Calzolari
- Werner Daehn (de) : Sven Kornatz
- Fritz Karl : Fritz Weinberger
- Emily Cox : Lisl Gruber
- Michael Cadeddu (it) : Bepi Moiola
- Fritz Karl : Fritz Weinberger
- Harald Windisch (de) : Karl Gruber
- Brigitte Jaufenthaler (de) : Anna Gruber
- Giulio Cristini : Angelo Calzolari
- Corrado Invernizzi (it) : Nicola Quinziato

## Genèse du film
Lors de l'élaboration de son documentaire, Global Warning sorti en 2011, dans le Tyrol du Sud, le réalisateur a retrouvé des restes de la Première Guerre mondiale jusqu'à 4 000 mètres d'altitude.
« Wie Monumente der Warnung stehen die Überreste dieses Krieges inmitten einer überwältigenden Natur. Mir wurde schnell klar, dass dies eine einmalige Kulisse abgeben würde. »
— Ernst Gossner
        
« Les vestiges de cette guerre se dressent comme des monuments d'alerte au milieu d'une nature écrasante. J'ai vite compris que cela ferait un cadre unique. »

## Anecdote
Pendant le tournage du film, l'équipe du film et les acteurs ont été frappés par la foudre alors qu'ils tournaient une scène dans la montagne. William Moseley a été touché ainsi qu'une camérawoman.